# Колыбанов, Анатолий Георгиевич
Анатолий Георгиевич Колыбанов (1904, Екатеринослав — 25 марта 1978, Киев) — советский государственный и партийный деятель, первый секретарь Одесского обкома КП(б) Украины (1939—1941, 1943—1945).

## Биография
Родился в 1904 году в городе Екатеринослав. Русский.
Обучался в Одесском медицинском институте (1931—1934), в 1956 году окончил Высшую партийную школу при ЦК КП Украины.
В сентябре 1921 — январе 1922 года — заведующий библиотекой на руднике Русско-бельгийского акционерного общества в местечке Кривой Рог Екатеринославской губернии. В январе 1922 — декабре 1924 года — работник на станции Долгинцево Екатерининской железной дороги.
Член РКП(б) с 1925 года.
- 1922—1923 гг. — в органах ВЧК,
- 1924—1926 гг. — ответственный секретарь Петровского районного комитета ЛКСМ Украины (Криворожский округ),
- 1926—1928 гг. — в РККА,
- 1930—1931 гг. — руководитель пропагандистской группы Пригородного района (Одесса),
- 1934—1936 гг. — помощник, заместитель, и. о. начальника политического отдела Бериславского зерносовхоза (Одесская область),
- 1937—1938 гг. — первый секретарь Бериславского районного комитета КП(б) Украины,
- 1938—1939 гг. — второй секретарь Одесского областного комитета КП(б) Украины,
- 1939—1941 гг. — первый секретарь Одесского обкома КП(б) Украины.
- 1941—1942 гг. — член Военного совета 9-й армии,
- 1941—1942 гг. — заместитель наркома совхозов СССР, начальник Политуправления Наркомата совхозов СССР,
- 1942—1943 гг. — первый секретарь Татарского обкома ВКП(б),
- 1943—1945 гг. — первый секретарь Одесского обкома КП(б) Украины,
- 1945—1948 гг. — уполномоченный ВЦСПС по Украинской ССР,
- 1948—1953 гг. — председатель Украинского республиканского совета профсоюзов,
- 1956—1961 гг. — заместитель ректора Высшей партийной школы при ЦК КП Украины по заочному обучению.

Кандидат в члены ЦК ВКП(б) (1939—1952). Депутат Верховного Совета СССР 1 и 2-го созывов (1938—1950). Депутат Верховного Совета УССР 2 и 3-го созывов.
Член ЦК КПУ (1938—1945), член Организационного бюро ЦК КП(б) Украины (1949—1952).
Умер 25 марта 1978 года в Киеве.

## Награды
- орден Ленина (07.02.1939);
- орден Трудового Красного Знамени;
- орден Красной Звезды;
- медали.